# Daniela Serpilli
Daniela Serpilli (Roma, 2 febbraio 1944) è un'ex nuotatrice italiana.

## Biografia
Nata nel 1944 a Roma, a 16 anni ha partecipato ai Giochi olimpici di Roma 1960, nella 100 m dorso, eliminata in batteria da 6ª, con il tempo di 1'20"3 e nella staffetta 4x100 m misti, insieme ad Anna Beneck, Paola Saini ed Elena Zennaro, uscendo anche in questo caso in batteria con il 6º posto, in 5'04"4.